# Tarzan wird gejagt
Tarzan wird gejagt (Originaltitel: Tarzan and the Huntress) ist ein US-amerikanischer Abenteuerfilm von Kurt Neumann aus dem Jahr 1947. Grundlage für das Drehbuch waren die Tarzan-Romane von Edgar Rice Burroughs. Uraufgeführt wurde der Film am 5. April 1947. In Deutschland wurde der Film erstmals am 16. November 1950 in den Kinos gezeigt.

## Handlung
Die Tiertrainerin Tanya Rawlins kommt mit ihrem Assistenten Marley in den afrikanischen Dschungel. Hier will sie Tiere für amerikanische Zoos fangen. Der Großwildjäger Weir berichtet ihr, dass der lokale Regent, König Farrod, jeder Expedition die Jagd auf nur ein Paar jeder Tierart erlaubt. Tanya ist sicher, den König umstimmen zu können und besucht am nächsten Tag dessen Geburtstagsfeier. Dort begegnet sie Tarzan, Jane und Boy. Der König lässt sich nicht beirren und hält an seiner Regelung, nur ein Paar jeder Tierart fangen zu lassen, fest. Tarzan hingegen will erreichen, dass überhaupt keine Tiere gejagt werden dürfen.
Tanya und Weir machen die Bekanntschaft mit dem Königsneffen Prinz Ozira, der ihnen helfen will. Am nächsten Tag beginnt die Jagd. Zur gleichen Zeit werden der König und sein Sohn Suli Opfer eines Mordanschlages. Nachdem Ozira den Thron bestiegen hat, beginnen Tanya, Marley und Weir unzählige Tiere einzufangen. Währenddessen findet Tarzan heraus, dass Boy zwei Löwenjungen dem Fotografen Smithers übergeben hat, damit der die Tiere ablichten kann. Tarzan sucht das Lager auf, um die Löwen zurückzuholen. Dort sieht er viele Tiere in Käfigen. Tarzan warnt die Jäger, sie sollen auf ihrer Seite des Flusses bleiben. Zur Betonung seiner Warnung ruft er Wildtiere an seine Seite. Weir ignoriert Tarzans Warnung und überquert den Fluss um zu jagen. Dabei fängt er die Schimpansin Cheetah ein. Cheetah kann jedoch bald aus ihrem Bambuskäfig entkommen und alarmiert Tarzan.
In der Nacht schleichen sich Tarzan und Boy ins Lager der Jäger und stehlen ihre Gewehre. Tanya will daraufhin die Expedition beenden, doch Weir schickt zwei seiner eingeborenen Helfer zu Ozira um neue Gewehre zu bekommen. Die unbewaffneten Männer werden von Löwen angefallen. Einer der beiden überlebt und marschiert weiter in den Dschungel. Tarzan und Boy haben mittlerweile die Gewehre hinter einem Wasserfall versteckt. Sie kehren zum Lager zurück um die eingesperrten Tiere zu befreien. Dabei rettet Tarzan Tanya vor einem Leoparden. Er verspricht, Tanya aus dem Dschungel zu führen. Doch Tanya entdeckt durch einen Fehler Cheetahs die Gewehre und bewaffnet ihre Jagdexpedition wieder neu.
Weirs Helfer erreicht Ozira und berichtet ihm von der Notlage. Währenddessen finden Tarzan und Boy den totgeglaubten Königssohn Suli, der von einem Python angegriffen wird. Tarzan rettet Suli und schickt Boy zu Jane, während er Suli zurück ins Dorf bringt. Dabei werden sie von drei von Weirs Männern angegriffen, die Tarzan jedoch leicht besiegt. Tarzan ruft eine Herde Elefanten zu Hilfe, die das Lager der Jäger niedertrampelt. Dabei finden Marley, Weir und Ozira den Tod. Tarzan rettet Boy und Jane aus einer von Weirs Fallen. Dabei bemerkt er, dass Cheetah sich an Bord des Flugzeuges geschlichen hat, mit dem Tanya und Smithers abfliegen wollen. Die Schimpansin ist von Tanyas Schminkkoffer fasziniert. Tarzan, Boy und Jane sehen, wie Cheetah aus dem gestarteten Flugzeug gestoßen wird. Sie hängt an einem Fallschirm und landet sicher, Tanyas Schminkkoffer in der Hand.

## Hintergrund
Der Film ist das elfte Tarzan-Abenteuer mit Johnny Weissmüller als Tarzan. Für Johnny Sheffield war es der letzte Auftritt als Adoptivsohn Boy. Produzent Lesser war der Meinung, der 16-jährige Johnny sei aus der Rolle herausgewachsen.
Barton McLane war schon in Tarzan und die Amazonen als Tarzans Gegenspieler zu sehen.
Kameramann war wieder Archie Stout. Der Oscar-Gewinner von 1953 hatte schon wie McLane bei Tarzan und die Amazonen mitgearbeitet. Production Manager Clem Beauchamp war schon Oscargewinner. Er wurde 1936 in der nicht mehr existierenden Kategorie Beste Regieassistenz ausgezeichnet.

## Kritiken
„Gut fotografiertes Abenteuermärchen mit prachtvollen Kulissen und interessanten Tieraufnahmen“, urteilte das Lexikon des internationalen Films. Cinema fand Johnny Weissmullers vorletzten Tarzan-Auftritt „einfach nur öde“.

## Synchronisation
Die deutsche Synchronfassung entstand 1950 bei der RKO Synchron Abteilung Berlin unter der Synchronregie von Reinhard W. Noack nach dem Dialogbuch von Christine Lembach.
| Rolle         | Darsteller         | Synchronsprecher     |
| ------------- | ------------------ | -------------------- |
| Tarzan        | Johnny Weissmüller | Wilhelm Borchert     |
| Jane          | Brenda Joyce       | Rose Sybille Lorandt |
| Boy           | Johnny Sheffield   | Gerd Vespermann      |
| Tanya Rawlins | Patricia Morison   | Edyth Edwards        |
| Weir          | Barton MacLane     | Fritz Ley            |
| Marley        | John Warburton     | Harry Giese          |
| Smithers      | Wallace Scott      | Walter Bluhm         |
| Prinz Ozira   | Ted Hecht          | Hans Emons           |
| König Farrod  | Charles Trowbridge | Walter Werner        |
| Prinz Suli    | Maurice Tauzin     | Eckart Dux           |